# Sztálingrádi nemzetközi repülőtér
A Sztálingrádi nemzetközi repülőtér (oroszul: Международный Аэропорт Сталинград) (IATA: VOG, ICAO: URWW), korábbi nevén a Volgográdi nemzetközi repülőtér (oroszul Международный Аэропорт Волгоград [Mezsdunarodnij Aeroport Volgográd]) nemzetközi repülőtér Oroszországban, amely Volgográd közelében található. Éves utasforgalma 1 142 878 fő (2018).

## Futópályák
A repülőtér futópályái:
- 11/29
- 06/24

## Forgalom
Az utasforgalom az elmúlt években az alábbi módon változott:
| Utasok száma | 437 763 | 236 684 | 245 609 | 244 978 | 386 161 | 483 869 | 687 953 | 811 516 | 1 142 878 | 1 440 697 |
|              | 1996    | 1999    | 2001    | 2004    | 2007    | 2010    | 2013    | 2016    | 2018      | 2021      |